# Additive Funktion
Additive, subadditive und superadditive Funktionen sind mathematische Objekte. Es sind bestimmte Klassen von Funktionen. Lineare Abbildungen sind besondere additive Funktionen.
In der Zahlentheorie herrscht eine andere Definition für die additive Funktion.

## Definition
Eine Funktion {\displaystyle f} heißt additiv, wenn sie die Funktionalgleichung
{\displaystyle f(x+y)=f(x)+f(y)}
erfüllt. Sind Definitions- und Zielbereich abelsche Gruppen, so spricht man auch von {\displaystyle \mathbb {Z} }-Linearität.

## Sub- und Superadditive Funktionen
Ist {\displaystyle M} eine Halbgruppe mit der Verknüpfung {\displaystyle +}, so heißt eine Abbildung {\displaystyle f\colon M\to \mathbb {R} } subadditiv, wenn für alle {\displaystyle x} und {\displaystyle y} aus {\displaystyle M} gilt:
{\displaystyle f(x+y)\leq f(x)+f(y)}.
Die Abbildung heißt superadditiv, wenn für alle {\displaystyle x} und {\displaystyle y} aus {\displaystyle M} gilt:
{\displaystyle f(x+y)\geq f(x)+f(y)}.

## Beispiele
- Gemäß der Dreiecksungleichung sind Normen und Beträge stets subadditiv.
- Sublineare Funktionen sind subadditiv.
- Lineare Abbildungen sind additiv.

## Eigenschaften
- Eine Abbildung ist genau dann additiv, wenn sie sowohl sub- als auch superadditiv ist.
- Ist {\displaystyle f} eine additive Funktion, so gilt für jede endliche Anzahl {\displaystyle x_{1},\dotsc ,x_{n}} von Elementen aus {\displaystyle M}:

{\displaystyle f(x_{1}+\dotsb +x_{n})=f(x_{1})+\dotsb +f(x_{n})}
Entsprechendes gilt für Sub- und Superadditivität.

## Definition in der Zahlentheorie
Bei zahlentheoretischen Funktionen {\displaystyle f\colon \mathbb {N} \to \mathbb {C} } betrachtet man als Verknüpfung auf {\displaystyle \mathbb {N} } die Multiplikation. Eine zahlentheoretische Funktion heißt additiv, wenn die Gleichung
{\displaystyle f(xy)=f(x)+f(y)}
für alle teilerfremden {\displaystyle x} und {\displaystyle y\in \mathbb {N} } gilt. Gilt dies sogar für alle {\displaystyle x} und {\displaystyle y}, so heißt die Funktion streng additiv.
Eine ähnliche Einschränkung der Additivität (auf disjunkte statt beliebige Vereinigungen) gibt es in der Maßtheorie.